# Farkaševec Samoborski
Farkaševec Samoborski is een plaats in de gemeente Samobor in de Kroatische provincie Zagreb. De plaats telt 463 inwoners (2001).